# Schöneck (Szászország)
Schöneck/Vogtl. település Németországban, azon belül Szászország tartományban. Lakosainak száma 2969 fő (2023. december 31.). Schöneck Tirpersdorf, Mühlental, Markneukirchen, Klingenthal, Grünbach, Neustadt/Vogtl. és Werda községekkel határos.

## Népesség
A település népességének változása:
| Lakosok száma | 3184 | 3173 | 3060 | 2997 | 2969 |
|               | 2017 | 2019 | 2021 | 2022 | 2023 |